# (553893) 2012 BW154
(553893) 2012 BW154 ist ein großes transneptunisches Objekt im Kuipergürtel, dessen Orbitklassifikation unklar ist. Aufgrund seiner Größe gehört der Asteroid zu den Zwergplanetenkandidaten.

## Entdeckung
(553893) 2012 BW154 wurde am 20. Januar 2012 von einem Astronomenteam, bestehend aus B. Gibson, T. Goggia, N. Primak, A. Schultz und M. Willman, im Rahmen des Pan-STARRS-Projekts mit dem 1,8-m-Ritchey Chretien-Teleskop (PS1) am Haleakalā-Observatorium (Maui) entdeckt. Die Entdeckung wurde am 26. Juli 2016 bekanntgegeben.
Nach seiner Entdeckung ließ sich (553893) 2012 BW154 auf Fotos, die im Rahmen des Sloan Digital Sky Survey–Programmes (SDSS) am Apache-Point-Observatorium (New Mexico) gemacht wurden, bis zum 20. Dezember 2004 zurückgehend identifizieren und so seinen Beobachtungszeitraum um acht Jahre verlängern, um so seine Umlaufbahn genauer zu berechnen. Bisher wurde der Planetoid nur durch das Pan-STARRS- und das Apache-Point-Observatorium beobachtet. Im März 2019 lagen insgesamt 153 Beobachtungen über einen Zeitraum von 15 Jahren vor. Die bisher letzte Beobachtung wurde im Januar 2019 auch wieder am Pan-STARRS-Teleskop durchgeführt. (Stand 27. März 2019)

## Eigenschaften

### Umlaufbahn
(553893) 2012 BW154 umkreist die Sonne in 310,35 Jahren auf einer leicht elliptischen Umlaufbahn zwischen 39,33 AE und 52,35 AE Abstand zu deren Zentrum. Die Bahnexzentrizität beträgt 0,142, die Bahn ist 7,86° gegenüber der Ekliptik geneigt. Derzeit ist der Planetoid 40,46 AE von der Sonne entfernt. Das Perihel durchlief er das letzte Mal 1993, der nächste Periheldurchlauf dürfte also im Jahre 2304 erfolgen.
Weder von Marc Buie (DES) noch vom Minor Planet Center existiert eine spezifische Einstufung; letzteres führt ihn nur als Nicht–SDO und allgemein als «Distant Object». Das Johnston’s Archive führt es als «other TNO» auf, was bedeutet, dass es mit Sicherheit kein Cubewano oder Resonantes KBO ist.

### Größe
Derzeit wird von einem Durchmesser von 315 km ausgegangen, basierend auf einem Rückstrahlvermögen von 8 % und einer absoluten Helligkeit von 5,9 m. Ausgehend von diesem Durchmesser ergibt sich eine Gesamtoberfläche von etwa 312.000 km². Die scheinbare Helligkeit von (553893) 2012 BW154 beträgt 21,54 m.
Da es denkbar ist, dass sich (553893) 2012 BW154 aufgrund seiner Größe im hydrostatischen Gleichgewicht befindet und somit weitgehend rund sein könnte, erfüllt er möglicherweise die Kriterien für eine Einstufung als Zwergplanet. Mike Brown geht davon aus, dass es sich bei 2012 BW154 um vielleicht einen Zwergplaneten handelt.
| Jahr                                         | Abmessungen km | Quelle   |
| -------------------------------------------- | -------------- | -------- |
| 2018                                         | 336,0          | Johnston |
| 2018                                         | 315,0          | Brown    |
| Die präziseste Bestimmung ist fett markiert. |                |          |